# Big L
Lamont Coleman (født 30. maj 1974 i Harlem, USA, død 15. februar 1999 i Harlem, USA), bedre kendt under sit kunstnernavn Big L, var en amerikansk rapper.